# Iwan Wassiljewitsch Gudowitsch
Graf Iwan Wassiljewitsch Gudowitsch (russisch Иван Васильевич Гудович; * 1741; † 17. Februar 1821) war ein russischer General und Feldmarschall sowie Gouverneur von Georgien.

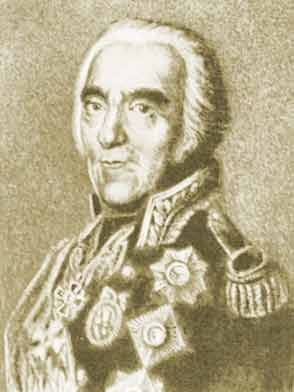
Iwan Gudowitsch

## Leben
Iwan kämpfte 1764 gegen Polen, dann mit hoher Auszeichnung gegen die Türken. Katharina II. setzte ihn über die Kaukasischen Provinzen und schenkte ihm Güter samt 1800 Bauern in Podolien. 
Unter seinem Kommando wurde 1790 die osmanische Stadt Kilija erobert und dem Russischen Reich einverleibt. Im Tscherkessen-Lande (Tscherkessien/Schwarzmeerküste) eroberte der hochverdiente General viele Punkte, darunter 1791 die Schwarzmeerhafen-Festung Sudjuk Kale [Sujuk-Qale] (heute Noworossijsk). 
Am 21./22. Juni 1791 erstürmte er mit 12.000 Mann die 1781 von französischen Ingenieuren erbaute türkische Grenzfestung Anapa, ließ sie schleifen und niederbrennen. Dabei fielen 8.000 Türken, unter seinen Gefangenen waren Mustafa Pasha and Sheikh Mansur, der tatarische „Prophet Bai Mansur“. Seine eigenen Verluste beschränkten sich dabei auf 18 Offiziere und 812 Mannschaftsgrade, zusätzlich rund 2.000 Verwundete. Im Frieden von Jassy (Iași) erhielten die Türken 1792 die Stadt zurück. 
Bei der Krönung Pauls I. am 17. April 1797 versetzte dieser Gudowitsch in den erblichen Grafenstand. Gleichzeitig erhielt er weitere Ländereien und das Gouvernement von Kamenetz-Podolski. Aufgrund der Anklage eines Kosaken wurde er aber bald darauf wieder abgesetzt. 
Pauls Sohn und Nachfolger Alexander I. rehabilitierte ihn und übertrug ihm den Oberbefehl über das Heer in Georgien und Daghestan. 1806 setzte er ihn zum Gouverneur von Georgien.
Der Angriff von Gudowitsch und Pawel Zizianow auf Etschmiadsin, die heiligste Stadt in Armenien, löste 1804 den Krieg mit Persien aus.
Das Osmanische Reich glaubte sich nach der russischen Niederlage bei Austerlitz durch Angriffe auf die Verbündeten Russlands revanchieren zu können. In dem so angezettelten Krieg war in der Anfangsphase auch Gudowitsch beteiligt: in Armenien schlug am 18. Juni 1807 ein 7.000 Mann starkes Kontingent des Grafen am Fluss Arpatschai eine türkische Streitmacht von 20.000 Mann. 
Für den glänzenden Sieg über den Serasker (Oberbefehlshaber) von Erzerum wurde er zum Feldmarschall ernannt. 
Am 29. November 1808 allerdings scheiterte ein Versuch seiner Truppen, die zuvor belagerte Festung Jerewan zu stürmen (sie wurde erst am 19. Oktober 1827 durch General Iwan Paskewitsch für Russland erobert). Krank und einäugig mag dieser Misserfolg mit ein Grund für den 68-jährigen gewesen sein, den Oberbefehl und das Georgische Gouvernement 1809 abzugeben und seinen Abschied vom kämpfenden Heer zu nehmen. 
Alexander machte ihn darauf zum Generalgouverneur von Moskau. Fürst Fjodor Rostoptschin wollte diesen Posten haben und betrieb seine Ablösung. Als es 1812 darum ging, zur Abwehr der Grande Armée Napoléons bei Moskau ein Kampfluftschiff zu bauen, wurde dies auf Geheiß des Zaren vor Gudowitsch geheim gehalten, weil sein Vertrauter und Leibarzt Dr. Salwator der Spionage für Frankreich verdächtigt werde. 
Schließlich resignierte er zugunsten von Rostoptschin und zog sich auf seine podolischen Güter zurück. Hier beschäftigte er sich vor allem mit der Jagd, Musik und seinen Memoiren. Neben Russisch beherrschte er Latein, Italienisch, Französisch und Deutsch.
Seiner Ehe mit der Tochter des Grafen Kirill Rasumowski ging als einziger Sohn Graf Andrei Gudowitsch hervor, der jedoch 1867 ohne männliche Nachkommen verstarb. 
Seine jüngeren Brüder waren am 23. Dezember 1809 durch Alexander I. ebenfalls geadelt worden und setzten das Haus fort.